# Rettig ICC
Rettig ICC este o companie din Germania care este cel mai mare producător european de radiatoare de tip panou.

## Rettig în România
Compania este prezentă și în România, prin importuri, principala marcă distribuită fiind Purmo.
Cifra de afaceri în 2008: 11,5 milioane euro